# Tali Golergant
Tali Golergant (en hebreo: טלי גולרגנט‎; Jerusalén, Israel; 26 de noviembre de 2000) conocida simplemente como Tali, es una cantante, compositora, actriz y entrenadora vocal luxemburguesa nacida en Israel. Representó a Luxemburgo en el Festival de la Canción de Eurovisión 2024 con la canción «Fighter», finalizando en el puesto trece.

## Biografía
Tali nació en la ciudad de Jerusalén, Israel, de padre judío peruano y madre judía israelí. A los seis meses de edad, se mudó con su familia a Chile por el trabajo de su padre, donde vivió por un tiempo, para posteriormente mudarse a Argentina y finalmente radicarse en Limpertsberg, Luxemburgo, donde vivió durante 10 años.
Comenzó a tocar el piano a la edad de 7 años y comenzó a cantar, escribir canciones y actuar en teatro a la edad de 12 años. Fue educada en la Escuela Internacional de Luxemburgo (ISL), antes de mudarse a Nueva York, Estados Unidos, a los 19 años, para estudiar actuación en el Marymount Manhattan College.
Tali habla con fluidez hebreo, español, francés y inglés, y es capaz de comunicarse en alemán y puede entender el luxemburgués.

## Carrera
Tali Golergant lanzó su sencillo debut a la edad de 16 años, seguido en 2021 por su EP debut Lose You. Junto con su propia banda, realizó giras por lugares locales de Nueva York, incluidos Rockwood Music Hall, Mercury Lounge, Arlene's Grocery y Delancey Street. Además, Golergant siguió una carrera como actriz de teatro, interpretando a Tzeitel en El violinista en el tejado, Sue Snell en Carrie y Éponine en Les Misérables, entre otros. También ha protagonizado el cortometraje independiente Agua.
En diciembre de 2023, Golergant fue revelada como una de los ocho finalistas del Luxembourg Song Contest, la selección nacional para el Festival de la Canción de Eurovisión 2024. Más tarde se reveló, el 9 de enero de 2024, que interpretaría la canción "Fighter". Luego, ganó la selección y obtuvo el derecho de representar al país en el concurso. Es la primera concursante luxemburguesa de Eurovisión desde 1993.

## Arte
Golergant describe su música como una mezcla de pop, indie y R&B. Además, cita a Lizzy McAlpine, Sara Bareilles y Lady Gaga entre sus influencias.